# Itea
Itea (griechisch Ιτέα (f. sg.)) ist eine griechische Kleinstadt am Golf von Korinth in der Region Mittelgriechenland. Bis 2010 bildete sie eine selbständige Gemeinde, die zum 1. Januar 2011 in der Gemeinde Delfi aufging, wo sie seither einen Gemeindebezirk bildet.

## Lage
Itea liegt an der Nordküste des Golfs von Korinth südlich der Straße Ethniki Odos 48 (Europastraße 65), die Itea mit Andirrio und der Rio-Andirrio-Brücke verbindet. Itea liegt etwa 15 km südwestlich von Delphi, etwa 200 km westlich von Athen und 10 km nördlich von Galaxidi.
Östlich liegt Kirra, in historischer Zeit Hafen von Delphi, heute eine Ortschaft im Gemeindebezirk Itea und mit Itea zusammengewachsen.
Itea erstreckt sich in der fruchtbaren Küstenebene, die sich nördlich bis zum nahen Amfissa hinzieht und im Osten und Westen von felsigen Bergen begrenzt ist. Hier befindet sich Griechenlands größter zusammenhängender Olivenhain mit ca. 500.000 Olivenbäumen.

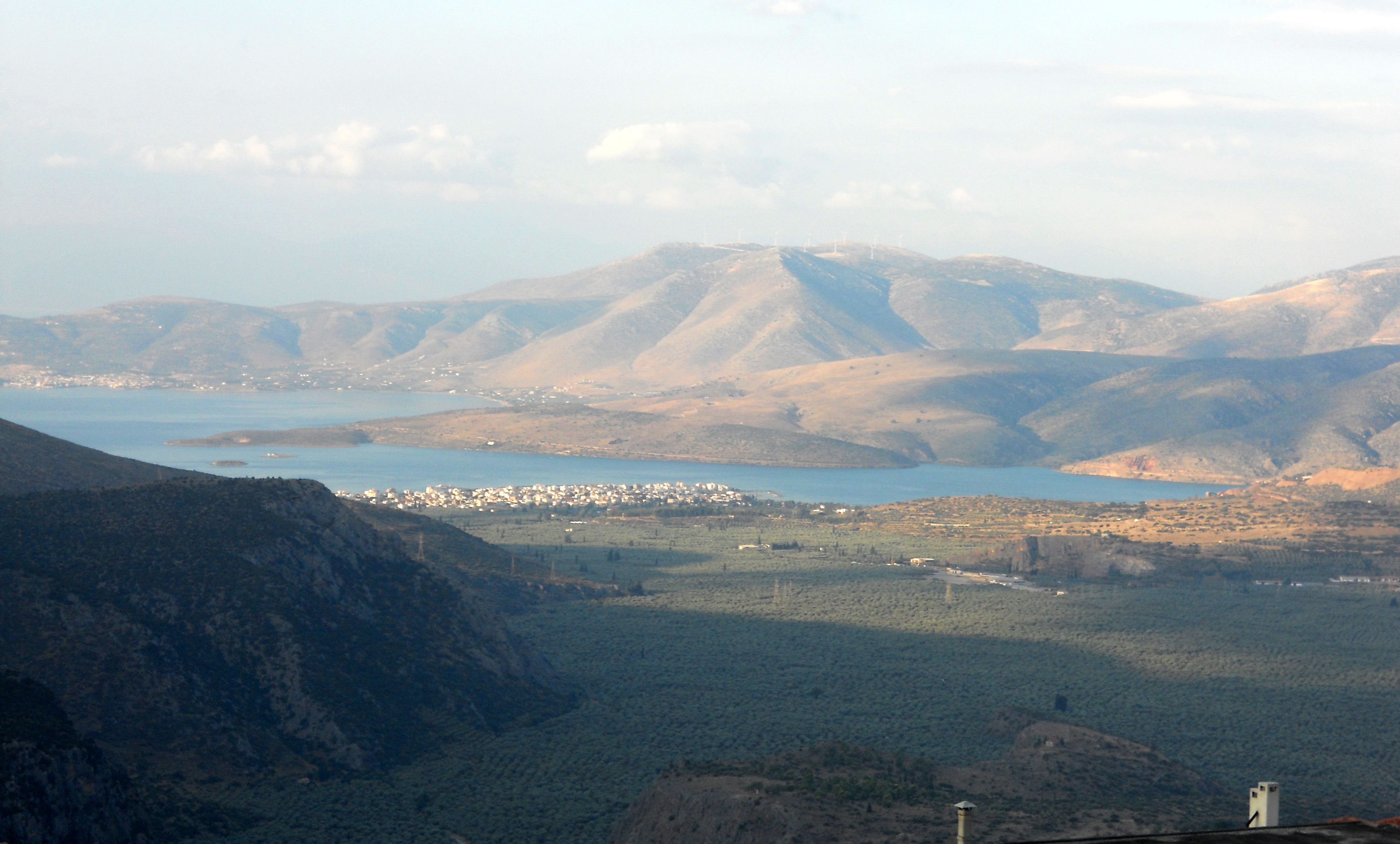
Blick von Delphi auf Itea
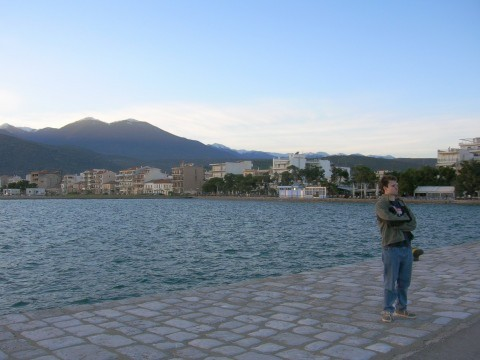
Itea

## Geschichte
Itea selbst wurde 1830 gegründet. Aufgrund seiner verkehrsgünstigen Lage – der Hafen von Itea diente als Zugang zum Meer für ganz Zentralgriechenland – entwickelte es sich bald zu einem Handels- und Verkehrsknotenpunkt. 
Das heute zu Itea gehörende Kirra war bereits 3000 Jahre vor Chr. besiedelt. Kirra diente der heiligen Stadt Delphi als Hafen und war als einziger Zugang nach Delphi eine bedeutende Stadt. Kirra war mit starken Mauern befestigt und laut Pausanias mit Tempeln und Statuen geschmückt. Kirra wurde vermutlich durch das Erdbeben von 740 n. Chr. zerstört.
Am 17. September 1827 zerstörte Frank Abney Hastings, ein Philhellene und Kapitän der griechischen Flotte, in der Bucht von Itea als Befehlshaber des ersten dampfgetriebenen Kriegsschiffs eine ottomanische Flottille von neun Schiffen.
Itea besitzt einen in Griechenland seltenen Riviera-Charme und eine gepflegte Promenade. Auf der Seeseite der Promenade reiht sich ein Restaurant an das nächste. 
Bei klarer Sicht sind die Berge der Peloponnes auf der gegenüberliegenden Seite des Golfs von Korinth zu sehen.
Im Jahr 2013 schloss Itea eine Partnerschaft mit der ukrainischen Stadt Bila Zerkwa.

## Verwaltungsgliederung
Im Rahmen der Gemeindereform 1997 wurde durch die Eingemeindung von zwei Landgemeinden die neue Gemeinde Itea gebildet, mit Sitz der Gemeindeverwaltung in der Kleinstadt Itea. Diese Gemeinde wurde im Zuge der Verwaltungsreform 2010 mit sieben weiteren zur Gemeinde Delfi fusioniert und hat seither den Status eines Gemeindebezirks. Dieser ist in den Stadtbezirk Itea und zwei Ortsgemeinschaften untergliedert.
| Ortsgemeinschaft | griechischer Name         | Code     | Fläche (km²) | Einwohner 2011 | Dörfer und Siedlungen                                                            |
| ---------------- | ------------------------- | -------- | ------------ | -------------- | -------------------------------------------------------------------------------- |
| Itea             | Δημοτική Κοινότητα Ιτέας  | 31010601 | 06,346       | 4362           | Itea, Agios Athanasios (unbewohnte Insel), Agios Konstandinos (unbewohnte Insel) |
| Kirra            | Τοπική Κοινότητα Κίρρας   | 31010602 | 06,062       | 1385           | Kirra                                                                            |
| Tritea           | Τοπική Κοινότητα Τριταίας | 31010603 | 13,716       | 0141           | Tritea                                                                           |
| Gesamt           | Gesamt                    | 310106   | 26,127       | 5888           |                                                                                  |